# Oraniopsis appendiculata
Oraniopsis appendiculata ist eine in Australien heimische Palmenart. Sie ist der einzige Vertreter der Gattung Oraniopsis. Sie ist eine sehr langsam wachsende Palme, deren Rosettenstadium einige Jahrzehnte währt.

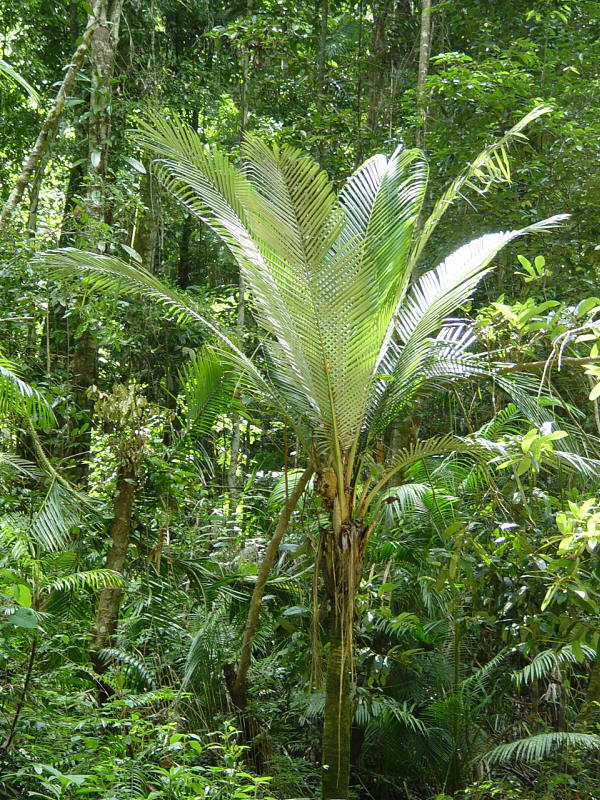
Habitus

## Merkmale
Oraniopsis ähnelt den nahe verwandten Gattungen Ceroxylon und Juania, unterscheidet sich von diesen aber durch folgende Merkmalskombination: Die Kronblätter sind frei, die Blüten besitzen sechs Staubblätter, und die Narbenreste an den Früchten sitzen basal.
Es sind mittelgroße, solitäre, unbewehrte Palmen, die diözisch und mehrmals blühend sind. Der Stamm ist aufrecht und manchmal sehr hoch, die Blattnarben sind wenig auffällig. Die zahlreichen Blättern sind gefiedert, die Segmente sind reduplicat gefaltet (Λ-förmig). Sie weisen eher aufwärts und verbleiben nach dem Absterben an der Pflanze (Marzeszenz): mehrere tote Blätter hängen senkrecht herab, bevor sie nach einiger Zeit doch abfallen. Die Blattscheide ist zunächst röhrig, reißt aber mit der Zeit auf. Der Blattstiel ist eher kurz. Die Spreite besteht aus vielen einfach gefalteten Segmenten, die steif und linealisch sind mit unregelmäßig spitzem oder zugespitztem Ende.
Die Blütenstände stehen einzeln in den Achseln der Laubblätter, sind kürzer als die Blätter, männliche und weibliche Blütenstände sind ähnlich. Sie sind vierfach verzweigt. Der Fruchtknoten ist dreifächrig mit je einer Samenanlage. Die Frucht entwickelt sich aus nur einem Fruchtblatt, ist rundlich mit glattem, zur Reife gelbem Exokarp und eher fleischigem Mesokarp, das Fasern und Steinzellen enthält. Ein Endokarp wird nicht ausdifferenziert.
Die Chromosomenzahl ist unbekannt.

## Verbreitung und Standorte
Oraniopsis appendiculata ist auf den australischen Bundesstaat Queensland beschränkt, wo sie in den Regenwäldern der Berge vom Tully-River-Gebiet bis zum Big Tableland vorkommt. Die Hauptvorkommen sind zwischen 300 und 1500 m Seehöhe über Granit und metamorphem Gestein. Selten kommt sie auch auf seichten basaltischen Böden mit eingeschränktem Wasserablauf vor.

## Taxonomie und Systematik
Die Gattung Oraniopsis wurde 1985 durch John Dransfield, Anthony Kyle Irvine und Nathalie Whitford Uhl in Principes; Journal of the (International) Palm Society Band 29 Teil 2, Seite 57 erstbeschrieben.
Oraniopsis wird innerhalb der Familie in die Unterfamilie Ceroxyloideae, Tribus Ceroxyleae eingeordnet. Die Gattung ist monotypisch, sie besteht aus der einzigen Art Oraniopsis appendiculata. Ihre systematische Stellung innerhalb der Tribus ist nicht ganz klar, Studien sehen sie einmal als Schwestergruppe von Ravenea oder als Schwestergruppe der Gruppe aus Ceroxylon und Juania.
In der World Checklist of Selected Plant Families der Royal Botanic Gardens, Kew, wird nur die Art Oraniopsis appendiculata (F.M.Bailey) J.Dransf., A.K.Irvine & N.W.Uhl anerkannt. Die Art wurde 1891 durch Frederick Manson Bailey in Botany Bulletin, Department of Agriculture, Queensland Brisbane Band 4 Seite 18 als Areca appendiculata beschrieben.
Der Name Oraniopsis bedeutet: "ähnlich der Gattung Orania". Die Gattung Oraniopsis war ursprünglich eine Sektion von Orania, mit der sie aber nicht näher verwandt ist.

## Belege
- John Dransfield, Natalie W. Uhl, Conny B. Asmussen, William J. Baker, Madeline M. Harley, Carl E. Lewis: Genera Palmarum. The Evolution and Classification of Palms. Zweite Auflage, Royal Botanic Gardens, Kew 2008, ISBN 978-1-84246-182-2, S. 341–343.